# Boyd Atkins
Pour les articles homonymes, voir Atkins.
Boyd Atkins est un saxophoniste et violoniste  né Paducah (Kentucky) vers 1900 et mort dans le Comté de Cook (Illinois) le 1er mars 1965 .
Il débute en 1922 sur les riverboats avec Fate Marable, migre à Chicago, forme son propre groupe qui n'enregistre pas, joue avec Carroll Dickerson, Louis Armstrong, mais n'enregistre quelques faces que dans des contextes plus obscurs et avec des bluesmen.
Son unique titre de gloire est d'avoir composé : « Heebie jeebies ».